# Puchar Świata w Kolarstwie Górskim 2001
Puchar Świata w kolarstwie górskim w sezonie 2001 to 11. edycja tej imprezy. Organizowany przez UCI, obejmował zawody dla kobiet i mężczyzn w cross-country, cross-country time trial, downhillu oraz dual-slalomie. Zawody w time trialu zorganizowano po raz pierwszy i ostatni w PŚ, po raz ostatni zawodnicy rywalizowali także w dual-slalomie. Pierwsze zawody odbyły się 7 kwietnia w amerykańskim Napa Valley, a ostatnie 26 sierpnia 2001 w kanadyjskim Mont-Sainte-Anne.
Pucharu Świata w cross-country bronili: Szwajcarka Barbara Blatter wśród kobiet oraz Francuz Miguel Martinez wśród mężczyzn, w downhillu: Francuzka Anne-Caroline Chausson wśród kobiet oraz jej rodak Nicolas Vouilloz wśród mężczyzn, a w dual-slalomie: Francuzka Chausson wśród kobiet oraz Amerykanin Brian Lopes wśród mężczyzn. W tym sezonie w cross-country triumfowali: Kanadyjczyk Roland Green wśród mężczyzn oraz ponownie Barbara Blatter wśród kobiet, w downhillu najlepsi byli: Greg Minnaar z RPA wśród mężczyzn oraz ponownie Chausson wśród kobiet, w dual-slalomie zwyciężyli: Amerykanka Leigh Donovan wśród kobiet oraz ponownie Brian Lopes wśród mężczyzn, a w cross-country TT: Barbara Blatter wśród kobiet oraz Włoch Marco Bui wśród mężczyzn.

## Wyniki

### Cross-country
| Data                 | Miejsce          | Podium (mężczyźni)   | Podium (kobiety)    |
|                      |                  |                      |                     |
| 8 kwietnia 2001      | Napa Valley      | José Antonio Hermida | Barbara Blatter     |
| 8 kwietnia 2001      | Napa Valley      | Marc Hanisch         | Alison Dunlap       |
| 8 kwietnia 2001      | Napa Valley      | Marco Bui            | Alison Sydor        |
|                      |                  |                      |                     |
| 13 maja 2001         | Sarntal          | Miguel Martinez      | Margarita Fullana   |
| 13 maja 2001         | Sarntal          | Roland Green         | Barbara Blatter     |
| 13 maja 2001         | Sarntal          | Bart Brentjens       | Alison Dunlap       |
|                      |                  |                      |                     |
| 20 maja 2001         | Houffalize       | Roland Green         | Margarita Fullana   |
| 20 maja 2001         | Houffalize       | Bas van Dooren       | Barbara Blatter     |
| 20 maja 2001         | Houffalize       | José Antonio Hermida | Alison Dunlap       |
|                      |                  |                      |                     |
| 8 lipca 2001         | Grouse Mountain  | Christoph Sauser     | Barbara Blatter     |
| 8 lipca 2001         | Grouse Mountain  | Roland Green         | Chrissy Redden      |
| 8 lipca 2001         | Grouse Mountain  | Cadel Evans          | Alison Dunlap       |
|                      |                  |                      |                     |
| 15 lipca 2001        | Durango          | Julien Absalon       | Mary Grigson        |
| 15 lipca 2001        | Durango          | Kashi Leuchs         | Barbara Blatter     |
| 15 lipca 2001        | Durango          | Cadel Evans          | Caroline Alexander  |
|                      |                  |                      |                     |
| 5 sierpnia 2001      | Leysin           | Miguel Martinez      | Laurence Leboucher  |
| 5 sierpnia 2001      | Leysin           | Christoph Sauser     | Margarita Fullana   |
| 5 sierpnia 2001      | Leysin           | Ludovic Dubau        | Annabella Stropparo |
|                      |                  |                      |                     |
| 12 sierpnia 2001     | Kaprun           | Thomas Frischknecht  | Margarita Fullana   |
| 12 sierpnia 2001     | Kaprun           | Cadel Evans          | Irina Kalentjewa    |
| 12 sierpnia 2001     | Kaprun           | Roel Paulissen       | Annabella Stropparo |
|                      |                  |                      |                     |
| 26 sierpnia 2001     | Mont-Sainte-Anne | Roland Green         | Chrissy Redden      |
| 26 sierpnia 2001     | Mont-Sainte-Anne | Ryder Hesjedal       | Caroline Alexander  |
| 26 sierpnia 2001     | Mont-Sainte-Anne | José Antonio Hermida | Barbara Blatter     |
|                      |                  |                      |                     |
|                      |                  | Podium (mężczyźni)   | Podium (kobiety)    |
| Klasyfikacja końcowa | Puchar Świata XC | Roland Green         | Barbara Blatter     |
| Klasyfikacja końcowa | Puchar Świata XC | José Antonio Hermida | Caroline Alexander  |
| Klasyfikacja końcowa | Puchar Świata XC | Miguel Martinez      | Margarita Fullana   |

### Cross-country time trial
| Data                 | Miejsce             | Podium (mężczyźni)  | Podium (kobiety)    |
|                      |                     |                     |                     |
| 7 kwietnia 2001      | Napa Valley         | Marco Bui           | Chrissy Redden      |
| 7 kwietnia 2001      | Napa Valley         | Ryder Hesjedal      | Alison Dunlap       |
| 7 kwietnia 2001      | Napa Valley         | Roland Green        | Barbara Blatter     |
|                      |                     |                     |                     |
| 12 maja 2001         | Cortina d’Ampezzo   | Miguel Martinez     | Margarita Fullana   |
| 12 maja 2001         | Cortina d’Ampezzo   | Roland Green        | Barbara Blatter     |
| 12 maja 2001         | Cortina d’Ampezzo   | Bas van Dooren      | Annabella Stropparo |
|                      |                     |                     |                     |
| 19 maja 2001         | Houffalize          | Marco Bui           | Margarita Fullana   |
| 19 maja 2001         | Houffalize          | Roland Green        | Annabella Stropparo |
| 19 maja 2001         | Houffalize          | Michael Rasmussen   | Caroline Alexander  |
|                      |                     |                     |                     |
| 4 sierpnia 2001      | Leysin              | Julien Absalon      | Margarita Fullana   |
| 4 sierpnia 2001      | Leysin              | Thomas Frischknecht | Gunn-Rita Dahle     |
| 4 sierpnia 2001      | Leysin              | Cédric Ravanel      | Annabella Stropparo |
|                      |                     |                     |                     |
| 11 sierpnia 2001     | Kaprun              |                     |                     |
| 11 sierpnia 2001     | Kaprun              | zawody odwołane     |                     |
|                      |                     |                     |                     |
|                      |                     | Podium (mężczyźni)  | Podium (kobiety)    |
| Klasyfikacja końcowa | Puchar Świata XC TT | Marco Bui           | Barbara Blatter     |
| Klasyfikacja końcowa | Puchar Świata XC TT | Roland Green        | Annabella Stropparo |
| Klasyfikacja końcowa | Puchar Świata XC TT | Michael Rasmussen   | Margarita Fullana   |

### Downhill
| Data                 | Miejsce          | Podium (mężczyźni) | Podium (kobiety)       |
|                      |                  |                    |                        |
| 10 czerwca 2001      | Maribor          | Steve Peat         | Anne-Caroline Chausson |
| 10 czerwca 2001      | Maribor          | Nicolas Vouilloz   | Leigh Donovan          |
| 10 czerwca 2001      | Maribor          | Fabien Barel       | Missy Giove            |
|                      |                  |                    |                        |
| 17 czerwca 2001      | Vars             | Steve Peat         | Anne-Caroline Chausson |
| 17 czerwca 2001      | Vars             | Chris Kovarik      | Fionn Griffiths        |
| 17 czerwca 2001      | Vars             | Fabien Barel       | Missy Giove            |
|                      |                  |                    |                        |
| 8 lipca 2001         | Grouse Mountain  | Fabien Barel       | Anne-Caroline Chausson |
| 8 lipca 2001         | Grouse Mountain  | Chris Kovarik      | Missy Giove            |
| 8 lipca 2001         | Grouse Mountain  | Michael Hannah     | Tracy Moseley          |
|                      |                  |                    |                        |
| 15 lipca 2001        | Durango          | Mickaël Pascal     | Anne-Caroline Chausson |
| 15 lipca 2001        | Durango          | Eric Carter        | Tracy Moseley          |
| 15 lipca 2001        | Durango          | Colin Bailey       | Missy Giove            |
|                      |                  |                    |                        |
| 29 lipca 2001        | Arai             | Nicolas Vouilloz   | Anne-Caroline Chausson |
| 29 lipca 2001        | Arai             | Sean McCarroll     | Missy Giove            |
| 29 lipca 2001        | Arai             | Michael Ronning    | Sabrina Jonnier        |
|                      |                  |                    |                        |
| 5 sierpnia 2001      | Leysin           | Mickaël Pascal     | Katja Repo             |
| 5 sierpnia 2001      | Leysin           | Greg Minnaar       | Anne-Caroline Chausson |
| 5 sierpnia 2001      | Leysin           | Cédric Gracia      | Céline Gros            |
|                      |                  |                    |                        |
| 12 sierpnia 2001     | Kaprun           | Greg Minnaar       | Anne-Caroline Chausson |
| 12 sierpnia 2001     | Kaprun           | Cédric Gracia      | Tracy Moseley          |
| 12 sierpnia 2001     | Kaprun           | Nicolas Vouilloz   | Sabrina Jonnier        |
|                      |                  |                    |                        |
| 26 sierpnia 2001     | Mont Sainte-Anne | Chris Kovarik      | Anne-Caroline Chausson |
| 26 sierpnia 2001     | Mont Sainte-Anne | Greg Minnaar       | Leigh Donovan          |
| 26 sierpnia 2001     | Mont Sainte-Anne | Nicolas Vouilloz   | Céline Gros            |
|                      |                  |                    |                        |
|                      |                  | Podium (mężczyźni) | Podium (kobiety)       |
| Klasyfikacja końcowa | Puchar Świata DH | Greg Minnaar       | Anne-Caroline Chausson |
| Klasyfikacja końcowa | Puchar Świata DH | Nicolas Vouilloz   | Missy Giove            |
| Klasyfikacja końcowa | Puchar Świata DH | Mickaël Pascal     | Sabrina Jonnier        |

### Dual-slalom
| Data                 | Miejsce          | Podium (mężczyźni) | Podium (kobiety)       |
|                      |                  |                    |                        |
| 9 czerwca 2001       | Maribor          | Brian Lopes        | Anne-Caroline Chausson |
| 9 czerwca 2001       | Maribor          | Cédric Gracia      | Leigh Donovan          |
| 9 czerwca 2001       | Maribor          | Mickaël Deldycke   | Katrina Miller         |
|                      |                  |                    |                        |
| 16 czerwca 2001      | Vars             |                    |                        |
| 16 czerwca 2001      | Vars             | zawody odwołane    |                        |
|                      |                  |                    |                        |
| 7 lipca 2001         | Grouse Mountain  | Brian Lopes        | Leigh Donovan          |
| 7 lipca 2001         | Grouse Mountain  | Eric Carter        | Anne-Caroline Chausson |
| 7 lipca 2001         | Grouse Mountain  | Mickaël Deldycke   | Tara Llanes            |
|                      |                  |                    |                        |
| 14 lipca 2001        | Durango          | Brian Lopes        | Leigh Donovan          |
| 14 lipca 2001        | Durango          | Wade Bootes        | Tara Llanes            |
| 14 lipca 2001        | Durango          | Cédric Gracia      | Anne-Caroline Chausson |
|                      |                  |                    |                        |
| 28 lipca 2001        | Arai             | Wade Bootes        | Leigh Donovan          |
| 28 lipca 2001        | Arai             | Mickaël Deldycke   | Katrina Miller         |
| 28 lipca 2001        | Arai             | Brian Lopes        | Sabrina Jonnier        |
|                      |                  |                    |                        |
| 4 sierpnia 2001      | Leysin           | Brian Lopes        | Katrina Miller         |
| 4 sierpnia 2001      | Leysin           | Eric Carter        | Sabrina Jonnier        |
| 4 sierpnia 2001      | Leysin           | Scott Beaumont     | Céline Gros            |
|                      |                  |                    |                        |
| 11 sierpnia 2001     | Kaprun           | Brian Lopes        | Katrina Miller         |
| 11 sierpnia 2001     | Kaprun           | Michal Prokop      | Leigh Donovan          |
| 11 sierpnia 2001     | Kaprun           | Wade Bootes        | Tara Llanes            |
|                      |                  |                    |                        |
| 25 sierpnia 2001     | Mont Sainte-Anne | Brian Lopes        | Leigh Donovan          |
| 25 sierpnia 2001     | Mont Sainte-Anne | Eric Carter        | Katrina Miller         |
| 25 sierpnia 2001     | Mont Sainte-Anne | Mickaël Deldycke   | Tara Llanes            |
|                      |                  |                    |                        |
|                      |                  | Podium (mężczyźni) | Podium (kobiety)       |
| Klasyfikacja końcowa | Puchar Świata DS | Brian Lopes        | Leigh Donovan          |
| Klasyfikacja końcowa | Puchar Świata DS | Eric Carter        | Katrina Miller         |
| Klasyfikacja końcowa | Puchar Świata DS | Mickaël Deldycke   | Tara Llanes            |

## Klasyfikacje

### Mężczyźni
| Lp. | Zawodnik             | Punkty |
| --- | -------------------- | ------ |
| 1.  | Roland Green         | 1101   |
| 2.  | José Antonio Hermida | 1065   |
| 3.  | Miguel Martinez      | 987    |
| 4.  | Cadel Evans          | 811    |
| 5.  | Christoph Sauser     | 793    |
| 6.  | Julien Absalon       | 759    |
| 7.  | Bart Brentjens       | 705    |
| 8.  | Kashi Leuchs         | 693    |
| 9.  | Roel Paulissen       | 680    |
| 10. | Bas van Dooren       | 655    |

| Lp. | Zawodnik             | Punkty |
| --- | -------------------- | ------ |
| 1.  | Marco Bui            | 53     |
| 2.  | Roland Green         | 49     |
| 3.  | Michael Rasmussen    | 31     |
| 3.  | Miguel Martinez      | 31     |
| 5.  | Bas van Dooren       | 28     |
| 6.  | Ryder Hesjedal       | 28     |
| 7.  | Bart Brentjens       | 21     |
| 8.  | Filip Meirhaeghe     | 14     |
| 9.  | Ludovic Dubau        | 12     |
| 9.  | José Antonio Hermida | 12     |

| Lp. | Zawodnik         | Punkty |
| --- | ---------------- | ------ |
| 1.  | Greg Minnaar     | 1222   |
| 2.  | Nicolas Vouilloz | 1210   |
| 3.  | Mickaël Pascal   | 1055   |
| 4.  | Chris Kovarik    | 852    |
| 5.  | Cédric Gracia    | 851    |
| 6.  | Fabien Barel     | 834    |
| 7.  | Óscar Saiz       | 673    |
| 8.  | Sean McCarroll   | 632    |
| 9.  | Steve Peat       | 600    |
| 10. | Michael Hannah   | 531    |

| Lp. | Zawodnik         | Punkty |
| --- | ---------------- | ------ |
| 1.  | Brian Lopes      | 345    |
| 2.  | Eric Carter      | 193    |
| 3.  | Mickaël Deldycke | 191    |
| 4.  | Wade Bootes      | 185    |
| 5.  | Cédric Gracia    | 159    |
| 6.  | Mike King        | 114    |
| 7.  | Scott Beaumont   | 55     |
| 7.  | Greg Minnaar     | 55     |
| 9.  | Michal Prokop    | 51     |
| 10. | Sean McCarroll   | 39     |

### Kobiety
| Lp. | Zawodnik            | Punkty |
| --- | ------------------- | ------ |
| 1.  | Barbara Blatter     | 1485   |
| 2.  | Caroline Alexander  | 1015   |
| 3.  | Margarita Fullana   | 950    |
| 4.  | Annabella Stropparo | 893    |
| 5.  | Alison Dunlap       | 890    |
| 5.  | Sabine Spitz        | 890    |
| 7.  | Chrissy Redden      | 788    |
| 8.  | Alison Sydor        | 660    |
| 9.  | Mary Grigson        | 545    |
| 10. | Laurence Leboucher  | 475    |

| Lp. | Zawodnik            | Punkty |
| --- | ------------------- | ------ |
| 1.  | Barbara Blatter     | 43     |
| 2.  | Annabella Stropparo | 41     |
| 3.  | Margarita Fullana   | 40     |
| 4.  | Caroline Alexander  | 37     |
| 4.  | Alison Dunlap       | 37     |
| 6.  | Alison Sydor        | 23     |
| 7.  | Chrissy Redden      | 21     |
| 8.  | Sabine Spitz        | 20     |
| 9.  | Janet Puiggrós      | 14     |
| 10. | Jimena Florit       | 11     |

| Lp. | Zawodnik               | Punkty |
| --- | ---------------------- | ------ |
| 1.  | Anne-Caroline Chausson | 1695   |
| 2.  | Missy Giove            | 1360   |
| 3.  | Sabrina Jonnier        | 1161   |
| 4.  | Fionn Griffiths        | 1114   |
| 5.  | Katja Repo             | 1097   |
| 6.  | Leigh Donovan          | 1039   |
| 7.  | Tracy Moseley          | 1014   |
| 8.  | Marielle Saner         | 844    |
| 9.  | Marla Streb            | 559    |
| 10. | Céline Gros            | 465    |

| Lp. | Zawodnik               | Punkty |
| --- | ---------------------- | ------ |
| 1.  | Leigh Donovan          | 320    |
| 2.  | Katrina Miller         | 225    |
| 3.  | Tara Llanes            | 205    |
| 4.  | Sabrina Jonnier        | 177    |
| 5.  | Anne-Caroline Chausson | 120    |
| 6.  | Katja Repo             | 79     |
| 7.  | Tai-Lee Muxlow         | 70     |
| 8.  | Céline Gros            | 55     |
| 9.  | Kathleen Pruitt        | 22     |
| 10. | Missy Giove            | 20     |